# Casa de los espíritus

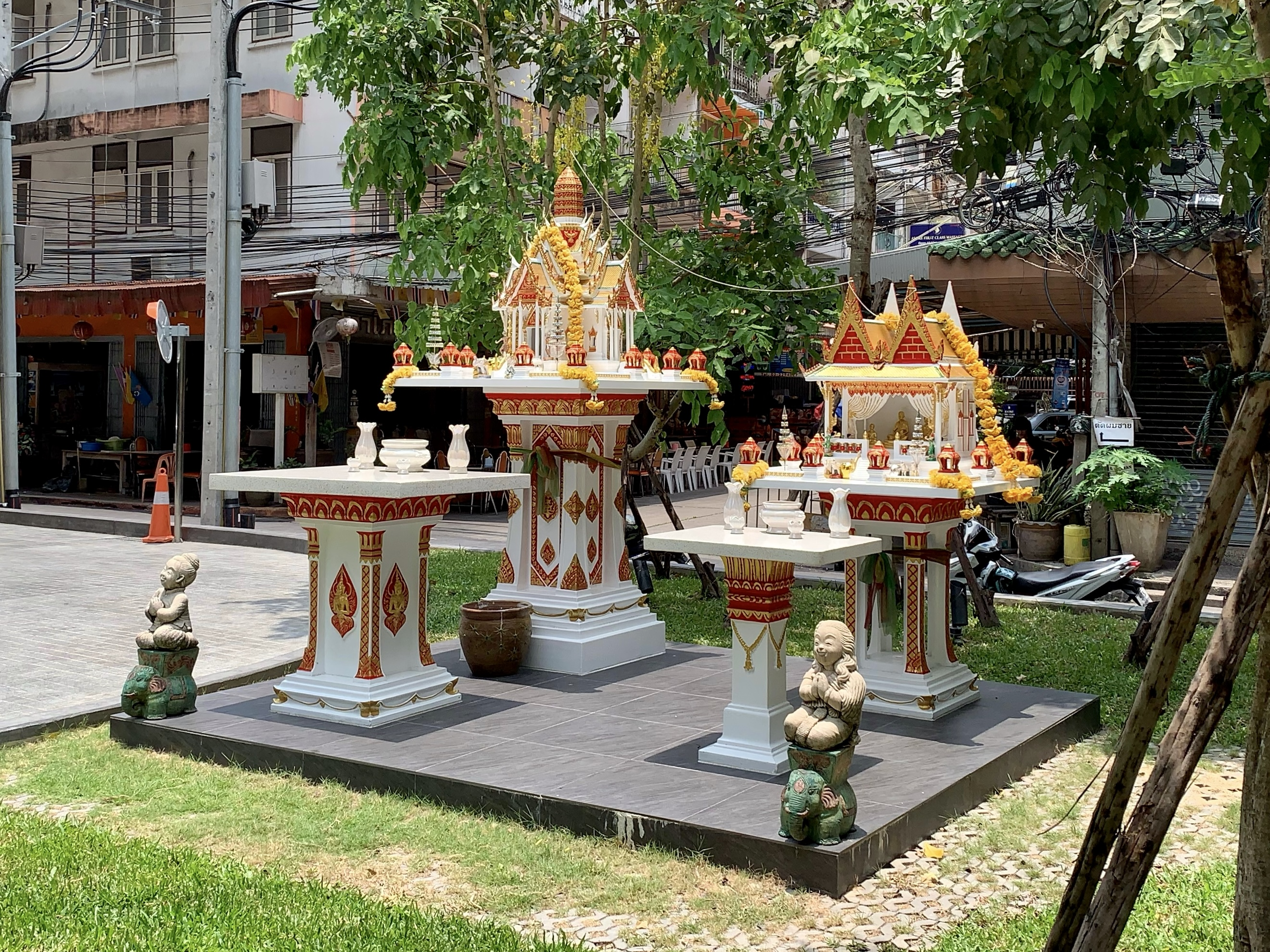
Casas de los espíritus en Bangkok, Tailandia ; los dos son un san phra phum (ศาลพระภูมิ, santuario de Phra Phum) a la izquierda y un san chao thi (ศาลเจ้าที่; santuario para la deidad tutelar) a la derecha.

La casa de los espíritus es un santuario al espíritu protector de un lugar que se encuentra en los países del sudeste asiático de Birmania, Camboya, Laos, Tailandia, Malasia, Indonesia, Vietnam y Filipinas. Suelen tener forma de pequeña estructura techada montada sobre un pilar o una tarima, y su tamaño puede variar desde pequeñas plataformas hasta casas lo suficientemente grandes como para que entre gente. Las casas de los espíritus están pensadas proporcionar un refugio a los espíritus que podrían causar problemas a las personas si no se los apacigua. Suelen incluir imágenes o estatuas talladas de personas y animales. En ellas se dejan ofrendas votivas para propiciar a los espíritus; las instalaciones más elaboradas incluyen un altar para este propósito.
En el sudeste asiático continental, la mayoría de las casas y negocios tienen una casa de los espíritus ubicada en un lugar propicio, generalmente en una esquina de la propiedad.
El lugar puede elegirse tras consultar con un sacerdote  brahmán. Las casas de los espíritus se conocen como နတ်စင် (nat sin) o နတ်ကွန်း (nat kun) en birmano; ศาลพระภูมิ (san phra phum, «casa del espíritu guardián») en tailandés; y រានព្រះភូមិ (rean preah phum, «santuario del espíritu guardián») o រានទេវតា (rean taveda) en jemer.

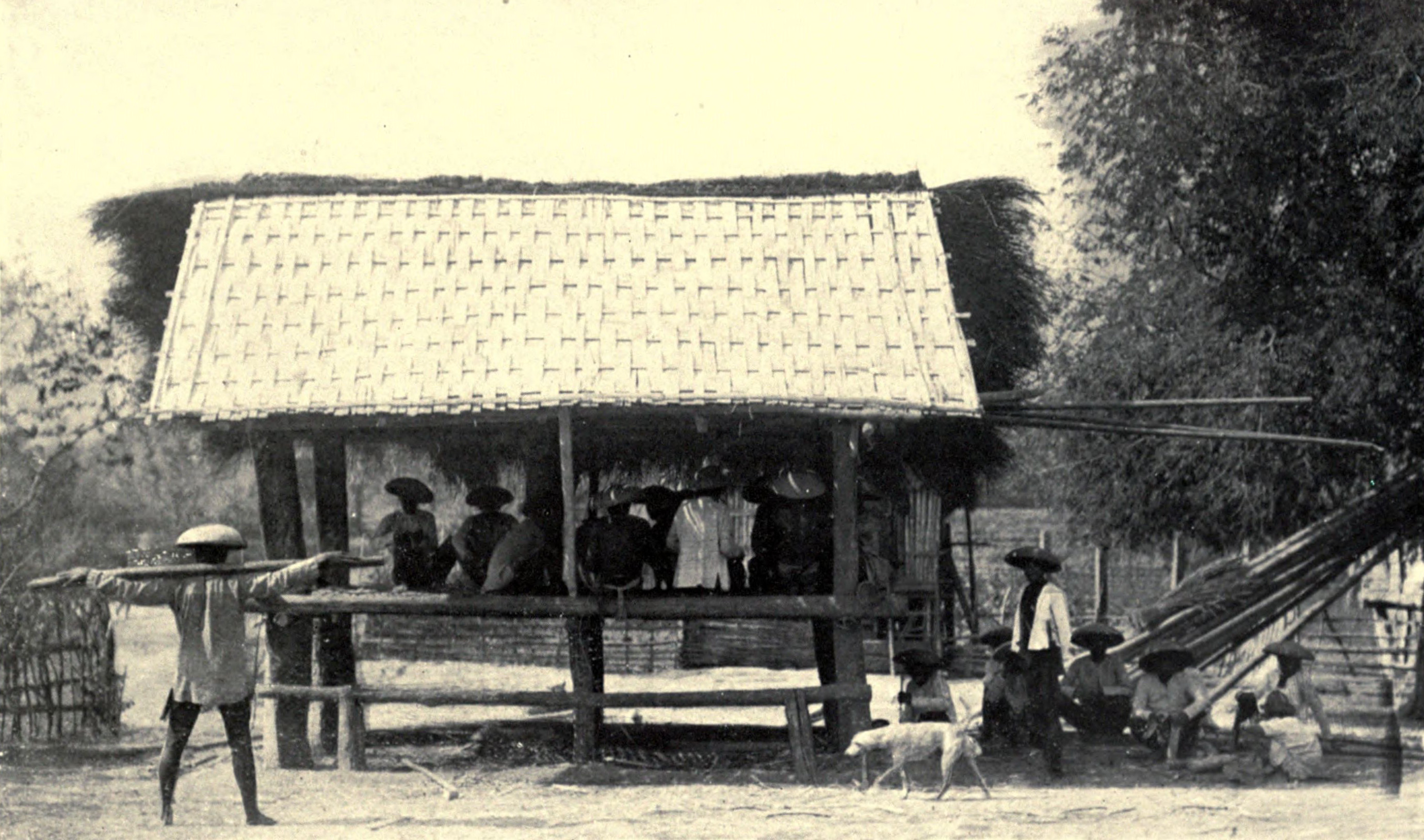
Balaua, la casa espiritual más grande para anito entre el pueblo Itneg (1922, Filipinas)

En el sudeste asiático marítimo, las casas de los espíritus están conectadas con varios rituales animistas tradicionales que involucran espíritus. En Filipinas, las casas espirituales están dedicadas a ceremonias u ofrendas que involucran a los espíritus anito . También se les conoce como santuarios. Son conocidos como magdantang en Visayan; ulango o simbahan en tagalo; tangpap , pangkew , o alalot (para varios altares techados pequeños), y balaua kalangan (para estructuras más grandes) en Itneg; maligai en subanen; teninen Tiruray; y buis (para aquellos construidos cerca de carreteras y pueblos) y parabunnian (para aquellos construidos cerca de campos de arroz) en Bagobo.   
En chino, las casas de los espíritus se denominan 土地神屋 o Casa Tudigong, lo que representa un vínculo entre el concepto y el concepto de un Templo de la Tierra dedicado a una deidad terrateniente o un Tudigong.
En Tamil Nadu, las casas de los espíritus y los santuarios albergan espíritus tutelares locales, deidades guardianas y ancestros deificados que derivan de antiguas creencias animistas dravidianas .   Suelen estar ubicados en la periferia de las aldeas, conocidos como "katu", debido a la creencia de que estos espíritus son "demasiado peligrosos e impredecibles para [tener] residir en la aldea... y parecen estar perturbados por los sonidos de la vida de la aldea".  Muchas de estas casas espirituales están dedicadas al espíritu de un héroe deificado, especialmente: Madurai Veeran, Karuppuswami o Aiyanar .  En estos santuarios se dejan habitualmente ofrendas de plátanos, cocos, lámparas de aceite, carne y alcohol para garantizar la salud y la seguridad de la aldea. Esto contrasta marcadamente con la práctica hindú védica de ofrecer únicamente alimentos vegetarianos a las deidades.  Como resultado de la caída de innumerables tamiles en el sistema de servidumbre del Raj británico, estos santuarios se han extendido por toda la diáspora india. 
En Kerala, cada complejo de viviendas familiares (para Nairs y Ezhavas ), conocido como tharavadu, tiene una casa espiritual ubicada hacia la esquina noreste. Conocidos como "kavu" o " sarpa kavukal ", estos santuarios consisten en un pequeño bosque con casas simbólicas y efigies de piedra talladas de nagas guardianes y otros "dioses, espíritus, yakshi [o] antepasados".  El pueblo malayali cree tradicionalmente que la construcción y el mantenimiento de estos santuarios sagrados mantiene dóciles a los espíritus tutelares e incluso puede servir como expiación para los "dioses serpiente enojados [que fueron]... dejados desatendidos".  A los espíritus del kavu se les ofrece más comúnmente "arroz crudo, frutos de coco enteros, hojas de betel y nuez de areca", así como una "lámpara de aceite frente a la deidad al anochecer".   Ocasionalmente, estos kavu sirven como lugares para rituales chamánicos conocidos como "pampin kalam" donde los médiums canalizan a las deidades y realizan ritos sagrados alrededor de mandalas dibujados a mano hechos de polvo de colores. 

## Ofrendas de la casa de los espíritus
En Camboya, la ofrenda más común son frutas (por ejemplo, plátano, naranja, uva; algunas personas incluso ofrecen diferentes frutas al mismo tiempo). Sin embargo, en la vecina Tailandia, es una tradición de larga data dejar ofrendas de comida y bebida en la casa de los espíritus. El arroz, los plátanos, los cocos y los postres son ofrendas comunes. La más extendida es la Fanta roja con sabor a fresa.  La idea parece ser que los espíritus amigables se reunirán para disfrutar de comida y bebida gratis y su presencia servirá para mantener a raya a los espíritus más malignos. La popularidad de las ofertas de Fanta roja existe desde hace décadas. Las opiniones sobre "¿por qué Fanta?" varían. La mayoría apunta al significado del color rojo, que recuerda al sacrificio de animales, o quizás está relacionado con la práctica de anclar varillas de incienso rojo en un vaso de agua, lo que rápidamente tiñe el agua de rojo. La dulzura se explica por la observación de que los espíritus dulces naturalmente tienen gusto por lo dulce. 

## Partes
Las partes de las casas espirituales incluyen:
1. Una base de pedestal elevada
2. Un techo
3. Un altar
4. Objetos sagrados en el interior, como estatuas de Buda.